# Lê Văn Đệ (trung tướng)
Lê Văn Đệ (sinh 1957) là một Trung tướng Công an nhân dân Việt Nam, nguyên Chánh Văn phòng Tổng cục Chính trị, Bộ Công an (Việt Nam), nguyên là Phó Tổng cục trưởng Tổng cục Chính trị, Bộ Công an (Việt Nam).

## Thân thế sự nghiệp
- Quê ông ở xã Thiệu Vận, Thiệu Hóa, Thanh Hóa.
- Bảo vệ Tiến sĩ năm 2003 tại Viện Khoa học xã hội Việt Nam, chuyên ngành Luật học.